# Эройка-Сьюдад-де-Тлахьяко
Эройка-Сьюдад-де-Тлахьяко (исп. Heroica Ciudad de Tlaxiaco)  —   город и муниципалитет в Мексике, входит в штат Оахака. Население — 8548 человек.

## История

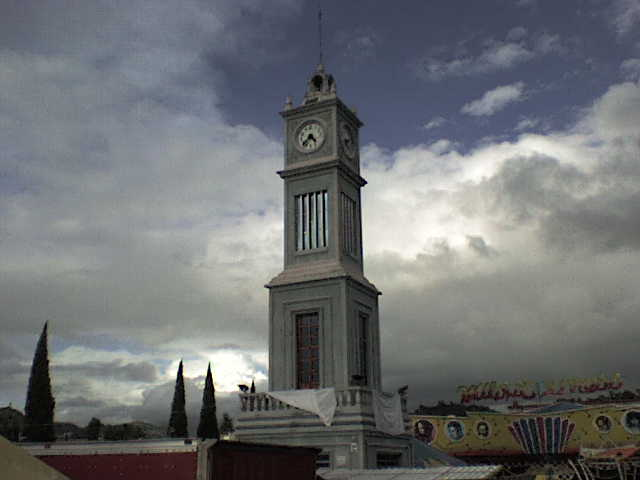
Эройка-Сьюдад-де-Тлахьяко

Город основан в 1825 году.